# Les Aventuriers de la mer
 (février 2020).
Les Aventuriers de la mer (titre original : The Liveship Traders) est une série de romans de fantasy écrits par Robin Hobb. L'intrigue se situe dans le même monde que celui de L'Assassin royal de la même autrice mais en un lieu et avec des personnages différents de son premier cycle. Il retrace la vie des familles marchandes de Terrilville. Chronologiquement, l'histoire racontée suit l'ordre de parution des différentes trilogies : Les Aventuriers de la mer se situe donc entre le premier cycle (du tome 1 au tome 6) et le deuxième cycle (du tome 7 au tome 13) de L'Assassin royal.
En 2005, la première réédition respectant le découpage original sort sous le titre de L'Arche des ombres.

## Synopsis
Les versions traduites ont subi deux découpages :
- Le premier suit le découpage original, en trois gros tomes
- Le deuxième se découpe en neuf petits tomes

Les synopsis données ci-dessous sont ceux du découpage original.

### Synopsis du premier tome, "L'intégrale partie 1"
"Chaque famille de Marchands possède une vivenef, un navire intelligent et sensible qu'on se lègue de génération en génération, et sans lequel la navigation sur le fleuve du Désert des Pluies et le commerce des objets magiques seraient impossibles. Althéa aurait dû hériter de Vivacia, la vivenef du clan Vestrit, mais c'était sans compter les machinations de son esclavagiste de beau-frère, Kyle...".

### Synopsis du deuxième tome, "L'intégrale partie 2"
"Les déboires de la famille Vestrit ne sont pas seulement d'ordre financier. L'intrépide Althéa cherche un moyen de reprendre la Vivacia, sur laquelle le pirate Kennit a fait main basse. Hiémain, enrôlé de force sur la vivenef, doit sauver ce dernier de la gangrène s'il espère survivre un jour de plus. Quant à Malta, sa curiosité pour les secrets des Marchands du Désert des pluies pourrait se révéler bien dangereuse...".

### Synopsis du troisième tome, "L'intégrale partie 3"
« Enfin libérée de son cocon, Tintaglia peut désormais survoler le Désert des Pluies et observer tous ces petits humains qui s'agitent sous elle : Malta, qui s'acharne à fendre les flots acides du fleuve sur un bateau en décomposition ; Althéa et Brashen, partis en mer à la rescousse de la Vivacia, la vivenef de la famille Vestrit volée par le pirate Kennit ; Ronica, qui seule se dresse face à ceux qui accusent les siens d'être à l'origine du chaos régnant à Terrilville... »

## Livres
| N° éd. française | Titre français               | Titre original  | Parution originale | Parution française | Parution format poche | L'Arche des ombres        | L'Intégrale format poche |
| ---------------- | ---------------------------- | --------------- | ------------------ | ------------------ | --------------------- | ------------------------- | ------------------------ |
| 1                | Le Vaisseau magique          | Ship of Magic   | 1998               | 12 juin 2001       | 10 octobre 2003       | Tome 1 : 12 décembre 2005 | Tome 1 : 6 mai 2015      |
| 2                | Le Navire aux esclaves       | Ship of Magic   | 1998               | 2 novembre 2001    | 15 février 2004       | Tome 1 : 12 décembre 2005 | Tome 1 : 6 mai 2015      |
| 3                | La Conquête de la liberté    | Ship of Magic   | 1998               | 24 mai 2002        | 13 mai 2004           | Tome 1 : 12 décembre 2005 | Tome 1 : 6 mai 2015      |
| 4                | Brumes et Tempêtes           | Mad Ship        | 1999               | 10 mars 2004       | 30 septembre 2005     | Tome 2 : 15 novembre 2007 | Tome 2 : 7 octobre 2015  |
| 5                | Prisons d’eau et de bois     | Mad Ship        | 1999               | 20 janvier 2005    | 7 août 2006           | Tome 2 : 15 novembre 2007 | Tome 2 : 7 octobre 2015  |
| 6                | L’Éveil des eaux dormantes   | Mad Ship        | 1999               | 10 mars 2006       | 11 mai 2007           | Tome 2 : 15 novembre 2007 | Tome 2 : 7 octobre 2015  |
| 7                | Le Seigneur des trois règnes | Ship of Destiny | 2000               | 25 octobre 2006    | 6 février 2008        | Tome 3 : 10 juin 2008     | Tome 3 : 6 avril 2016    |
| 8                | Ombres et Flammes            | Ship of Destiny | 2000               | 31 janvier 2007    | 23 avril 2008         | Tome 3 : 10 juin 2008     | Tome 3 : 6 avril 2016    |
| 9                | Les Marches du trône         | Ship of Destiny | 2000               | 8 juin 2007        | 11 février 2009       | Tome 3 : 10 juin 2008     | Tome 3 : 6 avril 2016    |

Les trois premiers volumes (correspondant au premier tome de l'édition originale) ont été traduits par Arnaud Mousnier-Lompré, les suivants par Véronique David-Marescot.

## Personnages

### Humains

#### Althéa Vestrit
Fille cadette de Ronica et d'Ephron Vestrit, elle est d'un naturel impulsif et aventurier. Elle effectue un premier voyage avec Kyle comme capitaine, quand son père s'avère trop malade pour mener le navire. Ce voyage marque le désaccord entre Althéa et son beau-frère, dont elle désapprouve les décisions. Elle est horrifiée quand, de retour à Terrilville, son père lègue le navire à sa sœur, qui le remet aussitôt à son époux. Elle n'envisage pas la vie à terre, loin de sa bien-aimée vivenef familiale : la Vivacia. Afin de récupérer son navire, elle doit faire ses preuves en tant que marin. En effet, Kyle Havre, dans un moment de colère, a promis à Althéa qu'il lui rendrait le navire si elle pouvait lui prouver de façon sûre ses aptitudes de marin. Pour ce faire, elle s'embarque sous les traits d'un jeune mousse, Athel, sur un navire abattoir. Mais, bien qu'elle ne démérite pas durant tout le voyage, le capitaine refuse finalement de lui donner la précieuse étiquette, preuve incontestable de ses compétences, en s'apercevant qu'elle était en vérité une femme. Elle finit donc par revenir à Terrilville sur l'Ophélie, une vivenef. Au retour, elle retrouve sa famille plus pauvre que jamais et apprend le vol de la Vivacia par Kennit, un célèbre pirate. Accompagnée de Brashen Trell, elle part en quête de la vivenef, en renflouant la vieille vivenef abandonnée Parangon.
Althéa, personnage impulsif et immature, cache aussi certaines blessures psychologiques, dont seule sa sœur Keffria est au courant. Une grande partie de ses actions dans le roman tourne autour de sa relation avec Brashen Trell.

#### Brashen Trell
Fils ainé de la Famille de Marchand Trell, il est répudié par son père pour son comportement désinvolte à Terrilville pendant sa jeunesse. Une seconde chance lui est donnée chez les Vestrit, qui le nomment second de la Vivacia, mais l'arrivée de Kyle Havre comme capitaine de la Vivacia à la mort du patriarche Ephron Vestrit, provoque son éviction. Il touche à la piraterie mais sa fidélité à la famille Vestrit, qui lui a donné une seconde chance, est inébranlable. Il est également amoureux d'Althéa Vestrit, et fera tout pour l'aider à récupérer Vivacia.

#### Ronica Vestrit
Mère d’Althéa Vestrit et de Keffria Vestrit, grand-mère de Malta, Hiémain et Selden, elle est la femme d’Ephron Vestrit. Comme toutes les femmes Vestrit avant elle, c'est une femme très forte, qui n'hésite pas, contrairement aux autres Marchandes, à aider son époux à tenir les comptes de leur maison. C'est elle qui le convainc de léguer sa vivenef à Keffria et non à Althéa, dans le but de maintenir la fortune de la famille.
Au cours de l'histoire, elle sera amenée plusieurs fois à prendre de lourdes décisions pour sa famille, qui mettront à l'épreuve sa force de caractère mais aussi sa détermination.

#### Malta Vestrit
Fille de Kyle Havre et de Keffria Vestrit, elle est la préférée de son père, qui ne tarit pas d'éloge sur sa malice et son intelligence. Cette jeune fille aime à se considérer comme une adulte à part entière. Son égoïsme et son égocentrisme font qu'elle est souvent en conflit avec sa mère et sa grand-mère, qui lui refusent ses prétentions. Son caractère se développera au cours des tomes, l'amenant à devenir une femme plus mûre et réfléchie.
Elle rencontrera à un conseil des Marchands le jeune Reyn Khuprus, fils cadet d'une famille du désert des Pluies, avec qui elle aura une relation amoureuse.

#### Kennit le pirate
Capitaine Pirate de la Marietta puis de la Vivacia, il a pour ambition de devenir Roi des pirates et se fie à sa chance et aux Oracles de l'Ile des Autres pour parvenir à ses fins. Entouré d'Etta, une prostituée qu'il emmène avec lui en mer et de Hiémain Havre, devenu son prêtre prophète, il libère les esclaves dont Chalcède et Jamaillia font le trafic pour légitimer son pouvoir. Il porte une amulette en bois-sorcier douée de vie le représentant, et qui joue de temps en temps le rôle de « conscience ».
Impitoyable et audacieux, ce protagoniste aux airs d'antagoniste prendra, de par ses actions, une grande importance dans le développement de l'histoire et des autres personnages.

#### Keffria Vestrit
Keffria est la fille aînée de Ronica et d'Ephron Vestrit. Elle sera désignée comme seule héritière des biens familiaux à la mort de son père, ce qui provoquera une rupture au sein du clan Vestrit. Elle apparaît dans un premier temps comme un personnage effacé, surtout devant son mari, Kyle Havre.
À partir du départ de son mari, et face aux épreuves qui frappent sa famille, elle gagnera en indépendance et en capacité d'action, jusqu’à être une personne respectée pour son courage et sa pertinence, par les marchands du Désert des Pluies.

#### Kyle Havre
Originaire de Chalcède, il est le mari de Keffria et veut prendre les affaires Vestrit en mains à la mort d'Ephron. Colérique et violent, il transforme la Vivacia en transport d'esclave. Il force Hiémain à embarquer comme mousse à bord de la vivenef, puis finit par lui faire tatouer sur le visage un dessin du navire Vivacia, pour le relier de force au navire. C'est à cette période que Kennit capturera Vivacia et fera enfermer Kyle Havre sur une île lointaine.
Brashen Trell ne l'en sortira que deux années plus tard, en accostant sur l'île à la recherche d'un moyen de défaire Kennit le pirate.

#### Reyn Khuprus
Dernier fils de la richissime famille Khuprus du désert des Pluie, Reyn est un grand sentimental. Il est totalement obsédé par les ruines, la cité des Anciens au désert des Pluies et les étranges cocons qu'elle renferme. Lui qui par le passé se désintéressait de la gent féminine, va éperdument tomber sous le charme de la jeune Malta, qu'il fera tout pour conquérir, en dépit des réserves de sa famille. Peu après qu'elle lui avoue ses sentiments pour lui, il la perdra dans un éboulement de la cité des Anciens. Il n'avait pas perdu espoir les premiers temps, puis s'était résigné à accepter sa mort. Il apprit plus tard de Tintaglia qu'elle était encore en vie. Il persuadera la dragonne de l'aider à la retrouver. Il partira à sa recherche « à vol d'oiseau », dans les griffes de Tintaglia. Au cours de ce voyage, en raison de sa proximité avec la dragonne, il se transformera en Ancien et verra se prolonger de quelques décennies sa durée de vie. En retrouvant Malta sur le vaisseau pirate de Kennit, il découvrira qu'elle est également devenue une Ancienne. Ils se marieront dès leur retour à Terrilville.

#### Hiémain Vestrit
Fils aîné de Kyle et Keffria, Hiémain est un jeune garçon chétif, calme et réfléchi qui possède un grand cœur. Promis à un avenir de méditation en tant que prêtre de Sa, il se verra embarquer de force sur la Vivacia selon les désirs de son père. Bien qu'abattu par le sort qui ne cesse de l'éloigner de son destin, Hiémain va évoluer et devenir peu à peu un homme. Son père lui mènera la vie dure sur le navire mais heureusement pour lui la Vivacia sera présente pour soutenir le jeune garçon face à ses épreuves et lui sauvera même la vie à deux reprises. Malgré ses doutes à l'égard de la créature de bois dont il ne comprend pas l'existence, il s'ouvrira peu à peu à elle. Il tombera amoureux d'Etta lors d'une des nombreuses séances de lecture dont il fait bénéficier cette dernière. Il deviendra son confident, faute de mieux, et sera le premier à apprendre qu'elle porte l'enfant de Kennit. Après la mort de ce dernier, il promettra de veiller sur Etta et l'héritier du trône des Îles des Pirates.

#### Etta
Etta est une ancienne prostituée du « Bordel de Bettel », à Partage. Chaque fois que Kennit entrait dans cet établissement, il la choisissait uniquement, alors qu'on lui proposait « beaucoup mieux ». Après avoir réchappé d'une tentative d'assassinat, déjouée par Kennit, ce dernier l'embarque sur son navire. Elle lui avoue être amoureuse de lui, malgré les sentiments durcis qu'induisent son métier. Lui ne voit à cet amour qu'une « commodité ». Au bout d'un moment, Kennit voudrait qu'elle couche avec Hiémain pour faire un enfant de sang Vestrit à la vivenef Vivacia, et pouvoir ensuite se débarrasser de Hiémain sans provoquer les foudres de cette dernière. Aux ordres de Kennit, elle fréquentera Hiémain pour qu'il lui fasse un apprentissage de lecture, ce qu'elle apprendra avec brio. En contrepartie, elle lui apprendra à manier un poignard et à se défendre. Peu après la mort de Kennit, elle deviendra reine des Îles des Pirates, et portera l'héritier du roi Kennit sur ce trône, conçu peu avant la mort de ce dernier.

#### Ambre
C'est une personne mystérieuse dont on ne connaît que peu de choses. Au début du deuxième cycle de L'Assassin royal, on apprend qu'Ambre est le même personnage que le fou. Ambre se présente néanmoins comme étant de sexe féminin, alors que le fou est présenté comme un homme. Ils n'ont pas le même humour, Ambre est moins sentimentale que le fou, mais Robin Hobb nous donne des indices pour les rassembler : Ambre porte des gants et possède un don pour sculpter le bois, elle donne à Parangon le visage de Fitz, elle s'approprie la couronne au coq et elle explique à Althéa comment ressembler à un garçon et changer sa voix, ce qui laisse penser qu'elle aussi sait se déguiser.

#### Ephron Vestrit
Il est à l'origine de toute l'aventure. En effet, son décès sera le déclencheur de la série d'aventures qui va suivre. Il est le mari de Ronica Vestrit, père de Keffria et Althéa Vestrit, et de deux jeunes garçons décédés de la peste sanguine, il est aussi le grand-père de Hiéman, Malta et Selden Vestrit. Pendant que Keffria étudiait le commerce avec sa mère, il emmenait Althéa lors de ses voyages marchands sur sa vivenef encore non-éveillée. Il refusait qu'après sa mort, Keffria hérite du navire familial pour le donner à son mari, Kyle Havre. Peu avant sa mort, Ronica le convainc que cela servirait mieux les intérêts de la famille. Sa mort était le « bout de vie » qui manquait pour éveiller la vivenef familiale.

#### Gouverneur Cosgo
Monté trop jeune au pouvoir, à 15 ans, le gouverneur Cosgo, est un personnage arrogant, capricieux, dépensier et blasé, qui ne comprend rien de ce en quoi consiste le rôle de gouverneur de Jamillia. Il s'est fait de Chalcède, les ennemis de Terrilville, des alliés en leur autorisant la navigation dans ses eaux en échange de quoi ils débarrasseraient la passe intérieure des pirates. Sa politique ne plaisant pas à tout le monde, il sera trahi par ses nobles et les nouveaux marchands à qui il a illégalement octroyé des terres à Terrilville. Il sera enlevé avec sa compagne Keki par les marchands du désert des pluies pour sa propre survie, puis emmené au désert des pluies, dans la cité ensevelie des Anciens. Lors d'un éboulement, ils seront sauvés par Malta Vestrit. Elle les aidera à s'échapper de la cité, puis essayera de les ramener à Trois-Noues, la cité des marchands du désert des pluies, par voie de navigation sur les eaux acides du fleuve. Ils seront recueillis par un navire chalcédiens. Keki mourra sur ce navire. Lors d'un abordage, ils passeront sur le vaisseau pirate du capitaine Rouge, qui les livrera au Roi des îles pirates, Kennit, à bord de la Vivacia. Sur cette vivenef, ils signeront un traité qui reconnaitra Kennit comme roi des îles des pirates. Peu après, Kennit mourra en essayant de le sauver.

#### Sérille
Sérille est une des compagnes de cœur du gouverneur Cosgo, qui après avoir été donnée en pâture aux marins par le gouverneur, sera irrémédiablement changée. Pour la survie du gouverneur, mais surtout pour éviter la guerre avec Chalcède, elle organise son enlèvement après lui avoir fait signer un document lui permettant de parler de la voix du gouverneur à Terrilville. Elle organise les ruines de Terrilville de façon que lorsqu'elle sera reconstruite, la ville soit sous sa coupe. Son viol lui a prouvé qu'elle était vulnérable aux hommes, et as donc pris ses dispositions pour se garantir un avenir serein. Pendant un long moment, elle est influencée par Roed Caern, qui cherche à déclencher une guerre ouverte avec les Nouveaux Marchands. Après s'être débarrassée de l'influence de ce dernier, elle écoute Ronica Vestrit, et conclut une alliance avec les premiers marchands, les nouveaux marchands, les familles de Trois-Navires et les esclaves, appelés les « Tatoués ». Elle sera déchue de son pouvoir par le gouverneur dans le dernier tome, puis se fera engager par Ronica et Keffria Vestrit en tant que représentante de Jamaillia au désert des pluies par procuration.

#### Selden Vestrit
Selden est le dernier fils de Kyle Havre et de Keffria Vestrit. D'abord timide et réservé, il deviendra plus agité une fois qu'il aura rejoint le désert des pluies, après la chute de Terrilville. Il montrera à sa sœur, Malta Vestrit, un souterrain permettant d'accéder à la cité ensevelie des Anciens. En allant la chercher, il se trouvera coincé à côté de l'œuf de dragon de la salle au coq. Une fois le dragon Tintaglia éclos, il se prendra d'une extrême vénération de cette dernière, influençable par sa magie (l'art ?). Par son contact, il sera couvert d'écailles bleues, puis ira habiter au désert des pluies pour aider Tintaglia à faire perdurer sa race, en veillant sur les cocons des serpents de mer, qui deviendront par la suite des dragons.

#### Igrot
Igrot était le pirate le plus réputé des rivages maudits jusqu'au roi Kennit. En trahissant son capitaine, Chancard Ludchance, pour s'approprier la vivenef Parangon, il acquit le vaisseau le plus rapide des îles des pirates. Il épargna le fils de son ancien capitaine, Kennit Ludchance, pour s'assurer la fidélité forcée de la vivenef. Il violait ce dernier aussi souvent qu'il le pouvait. Il a ordonné au petit Ludchance de ravager la figure de sa propre vivenef familiale pour protéger son trésor, sinon, il mourrait. Il avait attaqué le plus gros transport de richesse qui ait jamais navigué entre Jamaillia et Terrilville, en s'appropriant les innombrables trésors du navire, et renforçant ainsi sa réputation. Il mourut roué de coups de poing par Kennit, après l'intoxication alimentaire du reste de son équipage.

### Les Vivenefs
Une vivenef est un navire construit en bois-sorcier, qu'une famille de Marchands a commandé auprès d'une famille du désert des Pluies, seul endroit où l'on peut trouver ce matériau solide et argenté. Très chère, une vivenef a l'avantage d'être quasi indestructible et de pouvoir être maniée plus facilement qu'aucun autre bateau, grâce à sa vie propre. En effet, une vivenef qui a vu trois générations de ses capitaines mourir sur ses ponts s'éveillera, sa figure de proue devenant animée d'une vie et d'une conscience propre, et douée du mouvement et de la parole. Une vivenef est le seul navire à pouvoir commercer avec le désert des Pluies, le bois-sorcier étant le seul matériau pouvant résister à l'acidité des eaux du fleuve du désert des Pluies.
Mais aucun marchand ne connaît la vraie nature d'une vivenef et du bois-sorcier, et de l'étrange vie qui l'habite. Ce matériau est en fait non pas du bois, mais la matière qui compose d'énormes cocons de dragons enfouis depuis des siècles dans la cité des Anciens, une cité souterraine se trouvant sous le désert des Pluies, et que les marchands du désert détruisirent pour récupérer le bois-sorcier investi de la magie et des souvenirs du dragon qu'il abritait. Mal utilisée ou dans certaines conditions, cette matière peut se révéler dangereuse.

#### Vivacia
Appartenant à la famille Vestrit qui commanda sa construction à la famille Festrée du déserts des Pluies, Vivacia est une vivenef toute jeune puisque récemment éveillée par la mort de son troisième capitaine Ephron Vestrit. Elle semble enfantine et naïve, bien qu'elle possède toutes les connaissances de ses capitaines en elle et le caractère bien trempé des Vestrit. Figure de proue à l'aspect d'une belle jeune fille à demi nue, aux longs cheveux noirs et aux yeux verts, elle est très liée à Althéa, qui a vécu près d'elle bien avant qu'elle ne soit éveillée. Elle s'attache également rapidement à Hiémain, son compagnon de voyage après le départ d'Althéa, un membre de la famille propriétaire de la vivenef devant toujours rester à son bord. Jeune vivenef, Vivacia souffre de ne pas savoir ce qu'elle est réellement. Utilisée comme transport d'esclaves sous le commandement de Kyle, une souffrance atroce pour un navire qui ressent toutes les émotions se déroulant à son bord, elle finira par devenir folle au cours d'une nuit, ce qui permit au navire pirate du capitaine Kennit de l'aborder et d'en devenir maitre. Charmée par sa façon de la courtiser, Vivacia finira par apprécier Kennit et le suivra dans son rêve de devenir Roi des Pirates.
Mais quand elle apprend sa véritable nature de dragon mort-né dans l'esprit de Hiémain, folle de douleur, elle s'enferme en elle, laissant le champ libre à l'esprit du dragon qui sommeillait, Foudre, pour prendre le dessus et contrôler le navire et la figure de proue, qui devient d'apparence reptilienne, aux yeux vert-doré, pouvant contrôler l'esprit et le corps de quiconque est liée à elle. Vivacia, elle, après un moment où elle fut « enfermée dans le noir et la mort », selon ses mots, fut ramenée à la vie par l'esprit d'Althéa, pendant que celle-ci sombrait dans la mort également. Foudre et Vivacia finirent par former une seule entité, un esprit complet, l'une partie ne pouvant pas vivre sans l'autre et s'en séparer.

#### Parangon
Parangon est la vivenef des Ludchance, une des familles de Premiers Marchands de Terrilville.
Sa figure de proue est cruellement mutilée. Son visage a été fendu par de multiples coups de hache et une étoile à sept branches orne son buste. Rendu fou pour des raisons obscures qui ne seront dévoilées qu'à la toute fin de la trilogie, le vaisseau repose, au commencement du récit, échoué sur une plage de la baie de Terrilville. En effet, Parangon ayant par deux fois, selon les rumeurs, fait périr tout son équipage en se retournant, coque vers le ciel, les Ludchance n'ont pas trouvé d'autre solution que de le tirer hors de la mer afin que plus personne ne navigue jamais à son bord. Dès le début de l'histoire, Parangon est l'objet de plusieurs offres de rachat, proposées par certains des Nouveaux Marchands de Terriville, notamment par un certain Mingslai. Le marchand Davad Restart fait office d'intermédiaire entre les acheteurs potentiels et la famille Ludchance. Mais de nombreux mystères entourent le navire.
Parangon était la vivenef du célèbre pirate Igrot. Son ancien propriétaire, Chancard Ludchance, avait décidé de se lancer dans la piraterie. Il avait un équipage fidèle, en qui il avait confiance. Un jour, un pirate nommé Igrot l'a trahi et lui a volé sa vivenef après l'avoir tué. Il a néanmoins laissé son fils en vie, qui voyageait lui aussi à bord de la vivenef, Kennit Ludchance. Igrot avait donc massacré une première fois l'équipage du Parangon. Il violait Kennit. Ce sont ces souvenirs que le petit garçon a laissé à Parangon, ne voulant pas s'en rappeler. Igrot marquait également toutes ses propriétés d'un signe, la croix à 7 branches. Il a forcé Kennit à ravager le visage de sa vivenef afin de protéger le lieu de son trésor, sans quoi il mourrait. En accomplissant cette besogne, il a gardé un morceau de bois sorcier, qu'il a glissé dans la soupe du coq. Presque tout l'équipage est mort d'intoxication ou de la main de Kennit seulement trois échappent à sa vengeance. Kennit le rejoindra pour mourir sur son pont ainsi il retrouva la vue et son intégrité.

#### Ophélie
Ophélie est une vivenef, elle est sans doute l'une des seules à ne pas retrouver sa mémoire de dragon, ce dernier est sans doute mort avant que les marchands des pluies le transforme en vivenef. Elle devient par la suite l'amie de Althéa. Elle se fera brûler les mains lors d'une bataille et Ambre les lui retravaillera (c'est ici pour la première fois qu'elle travaillera le bois sorcier).

### Autres créatures
Les serpents de mer sont introduits très tôt dans le récit. Redoutés par tous les marins naviguant dans la passe intérieure entre Terrilville et Jamailla, les serpents se font de plus en plus présents, attirés par les transports d'esclaves dont la cargaison, lorsqu'elle ne survit pas au voyage, est jetée par-dessus bord pour finir dans leur gueule. Les nombreuses incursions du récit dans le monde sous-marin des serpents nous font suivre le périple de trois d'entre eux : Shriver, Maulkin et Sessuréa. Cherchant désespérément Celle Qui Se Souvient, seule dépositaire des souvenirs de leur espèce, les trois créatures, guidées par leur seule foi en Maulkin, leur meneur, entament un périple vers le nord. Au fil des pages, le lecteur découvre en effet que la mémoire des serpents disparait lentement et que ceux ayant oublié deviennent des créatures sauvages, n'arrivant plus à communiquer avec leurs semblables. Maulkin, Shriver et Sessuréa devront tout au long de leur voyage lutter pour conserver leur identité et ne pas sombrer dans la folie. Mais le jeu en vaut la chandelle : au nord se trouve la clé qui permettra aux serpents de renaître. La suite de leur histoire est narrée dans Les Cités des Anciens.

#### Tintaglia
Tintaglia est une dragonne. Elle était enfermée dans son cocon, enterrée dans la cité des anciens, dans une salle souterraine (appartenant à la famille Khuprus) dans le désert des pluies. Elle a commencé à parler à Reyn Khuprus en pensée, jusqu'à le rendre fou. Ce dernier va chercher par tous les moyens à la sortir de son fut. Malta et Selden Vestrit participeront à cette naissance. Elle est (comme tout dragon) peu sensible à la vie et aux problèmes des humains, mais obligée par les événements à pactiser avec eux. Elle apparaît aussi dans le deuxième cycle de L'Assassin royal et dans Les Cités des Anciens.

#### Celle-Qui-Se-Souvient
Celle-Qui-Se-Souvient est le serpent que tous les autres recherchent pour parvenir au lieu de nidification, pour devenir dragons par la suite. Prisonnière dans l'Île des Autres et délivrée par Hiémain, elle trouvera Maulkin et son nœud tard, à l'orée de l'hiver, puis s'en remet à Foudre, le dragon de la vivenef Vivacia, pour les mener à la nidification. Mais cette dernière se sert d'eux pour réaliser les desseins de Kennit, devenir le roi des Îles des Pirates. Elle suivra finalement le dragon Tintaglia, après que Foudre aura retrouvé sa personnalité de Vivacia. Sur le chemin de la nidification, elle mourra en essayant de remonter le Fleuve du Désert des Pluies.

#### Maulkin
Maulkin est un serpent des mers bleu-doré, qui est reconnu comme prophète, comme celui qui doit conduire sa race à Celle-Qui-Se-Souvient, qui elle-même les conduira jusqu'au lieu de nidification. Après avoir erré des dizaines, voire des centaines d'années avec ses amis Shriver et Sessuréa, il trouvera moyen de rallier les autres serpents à sa cause, pour devenir dragons par la suite. Remontant le fleuve acide du désert des pluies avec les siens et malgré beaucoup de pertes, il conduira le nœud des serpents jusqu'au lieu de nidification.

#### Shriver
Shriver est la compagne de Maulkin, qui le suivra jusqu'au lieu de nidification et qui le soutiendra dans tous ses projets, sans jamais douter de lui.

#### Sessuréa
À l'image de Shriver, il est le compagnon indéfectible de Maulkin. Il le suivra lui aussi jusqu'au lieu de nidification.

## Adaptation en bandes dessinées
Une adaptation française du cycle sous forme de bande dessinée est en cours par les éditions Soleil Productions (scénario de Audrey Alwett, dessins de Daniela di Matteo).
Parutions aux éditions Soleil dans la collection « Cherche Futurs » :
- Les Aventuriers de la mer, volume 1 : Vivacia - Date de sortie : 12 juin 2013
- Les Aventuriers de la mer, volume 2 : Les Chemins de la liberté - Date de sortie : 20 août 2014
- Les Aventuriers de la mer, volume 3 : Or ou Sang - Date de sortie : 23 mars 2016